# Rio Barreiro (vattendrag i Brasilien, Mato Grosso)
Rio Barreiro är ett vattendrag i Brasilien.   Det ligger i delstaten Mato Grosso, i den centrala delen av landet, 500 km väster om huvudstaden Brasília.
Omgivningarna runt Rio Barreiro är huvudsakligen savann. Trakten runt Rio Barreiro är nära nog obefolkad, med mindre än två invånare per kvadratkilometer.